# Povo mineiro
Os mineiros são os indivíduos nascidos no estado brasileiro de Minas Gerais, localizado na Região Sudeste do país. 

## A colonização do território mineiro
A primeira região de Minas Gerais a ser povoada foi o Norte de Minas, na segunda metade do século XVII, por vaqueiros baianos e bandeirantes paulistas, no contexto da expansão da pecuária do Sertão nordestino.
A descoberta de jazidas de ouro na região do Quadrilátero Ferrífero, vale do Rio das Mortes e nos arredores do Serro, no final do século XVII e início do século XVIII e, posteriormente, de diamantes na região de Diamantina, atraiu para Minas Gerais centenas de milhares de portugueses, mas também migrantes vindos de outras partes da colônia e centenas de milhares de africanos escravizados para trabalhar nas jazidas.
Durante o ciclo minerador, a maioria da população de Minas Gerais vivia nas cidades mineradoras e suas proximidades. Com o esgotamento das jazidas de ouro e diamante, no final do século XVIII e início do século XIX, muitas pessoas deixaram a região das jazidas mineiras e se dispersaram por todo o território de Minas Gerais, povoando novas regiões e se dedicando à agropecuária.

## Os elementos formadores do povo mineiro

### O indígena
O território de Minas Gerais já era habitado pelos paleoíndios há 13 mil anos, conforme indicam os vestígios arqueológicos dessa época, dentre os quais se destacam os fósseis encontrados na região de Lagoa Santa, como o de Luzia.
Mais de cem grupos indígenas habitavam o atual território mineiro na época da chegada dos portugueses. Nos vales dos rios Doce, Jequitinhonha e Mucuri, habitavam os povos genericamente conhecidos como "botocudos”, como os maxacalis, maconis, naquenuques, aranãs, crenaques e pataxós. O Norte de Minas era dominado pelos cariris e xacriabás. O centro, oeste e sul de Minas eram habitados pelos cataguás, que eram o grupo indígena mais numeroso do território mineiro na época colonial, tanto que a região era conhecida como “Campos Gerais dos Cataguases” na época dos bandeirantes. As regiões do Triângulo Mineiro e Alto Paranaíba eram habitadas pelos caiapós e araxás, enquanto que a Zona da Mata Mineira era povoada pelos puris. O extremo oeste do Triângulo Mineiro era ocupado pelos bororós. No entanto, muitas dessas etnias foram dizimadas pelos colonizadores.
Segundo reportagem da Agência Minas de 2022: “As etnias indígenas que vivem no estado são Pataxó, Pataxó Hã Hã Hãe, Pankararú, Xukuru Kariri, Kiriri, Maxakali, Mokuriñ, Kaxixó, Krenak, Tuxá e Xakriabá. Elas estão localizadas em 20 municípios mineiros: Açucena, Araçuaí, Bertópolis, Buritizeiro, Caldas, Campanário, Carmésia, Coronel Murta, Guanhães, Itacarambi, Itapecerica, Ladainha, Martinho Campos, Resplendor, Santa Helena de Minas, São João das Missões, Teófilo Otoni, São Joaquim de Bicas, Presidente Olegário e Esmeraldas.” O censo 2022 constatou uma população indígena no estado de 31,9 mil indivíduos.

### Migrantes internos
Desde antes da descoberta das jazidas auríferas, no contexto da expansão da pecuária do Sertão nordestino, o norte de Minas Gerais foi povoado por bandeirantes paulistas e vaqueiros baianos.
Com a descoberta de jazidas de ouro e diamante em Minas, vieram não apenas muitos portugueses atraídos pelo ouro, mas também migrantes internos vindos de outras partes da colônia, entre paulistas, fluminenses, baianos, pernambucanos e outros, os quais carregavam a miscigenação ocorrida anteriormente no Brasil.
Os paulistas detinham o controle das jazidas de ouro até a Guerra dos Emboabas, na qual lutaram contra os portugueses e brasileiros que não de São Paulo.

### Portugueses
A imigração portuguesa para Minas Gerais se iniciou na segunda metade do século XVII, mas só atingiu grandes números ao longo do século XVIII, no ciclo do ouro.
A grande maioria dos portugueses que migraram para Minas Gerais eram oriundos do norte do país, sobretudo do Minho. Isso se deve ao fato de que, no século XVIII, a produção de milho se espalhou por essa parte de Portugal, melhorando significativamente a alimentação da população, o que, consequentemente, gerou taxas de crescimento populacional relativamente elevadas. Como a economia no Norte de Portugal era baseada na pequena propriedade rural, o crescimento da população forçou muitos portugueses mais pobres do Minho a migrarem para o Brasil, de modo a não sobrecarregar a economia local. O surto migratório que se deu de portugueses do Minho em direção às áreas mineradoras da colônia foi tão intenso que Portugal teve de baixar três leis proibindo a migração de pessoas do Noroeste português para o Brasil, nos anos de 1709, 1711 e 1720.
Dentre os portugueses que migraram para Minas Gerais, haviam também cristãos-novos, que eram judeus convertidos ao cristianismo.

### Africanos
Os descendentes de africanos são numerosos no estado. A escravidão africana em Minas Gerais acompanhou o processo da mineração e a sua decadência. No início do ciclo do ouro, tentou-se utilizar a mão de obra livre, mas o trabalho árduo passou a afastar as pessoas e, então, africanos escravizados passaram a ser largamente trazidos para a região, vindos da Costa da Mina (importados da Bahia) ou diretamente de Angola e pertencentes a diversas etnias. Um escravizado tinha média de vida de sete anos trabalhando na mineração, o que obrigava os colonos a trazer cada vez mais africanos, que passaram a compor a maioria da população mineira no século XVIII.
A escravidão africana em Minas Gerais entrou em decadência junto com a mineração, no final do século XVIII, e, voltou a crescer com o desenvolvimento da agricultura e pecuária, no século XIX.
No censo de 1872, mesmo depois do fim do tráfico de escravizados, ainda havia 345 mil escravizados na província de Minas Gerais.

### Outros imigrantes
Os imigrantes italianos que se estabeleceram em Minas Gerais nessa época se fixaram em núcleos coloniais e também contribuíram para a construção da nova capital estadual, Belo Horizonte. Depois dos italianos, foram os espanhóis o grupo de imigrantes que chegou em maior número em Minas no final do século XIX e trabalharam sobretudo nos núcleos coloniais nos arredores de Belo Horizonte. Alemães também vieram para o estado.

## Estudos genéticos
Vários outros estudos genéticos já foram feitos contemplando diferentes grupos raciais e geográficos de Minas Gerais. De maneira geral, todos os estudos concluem que a população mineira é intensamente miscigenada, sendo o componente europeu de ancestralidade o majoritário, seguido do componente africano e, menos importante, o indígena.
De maneira geral, os mineiros apresentam muito baixo grau de ancestralidade ameríndia, enquanto a ancestralidade europeia (predominantemente a portuguesa) e africana são as principais, o que se deve ao fato de que a população indígena ter sido exterminada, ao mesmo tempo que chegavam à região contingentes enormes de africanos escravizados e colonos portugueses, diluindo a contribuição indígena na população. Em relação ao componente europeu (português), apesar de ter sido numericamente inferior ao componente africano, o primeiro acabou por se tornar majoritário na ancestralidade, devido às altas taxas de mortalidade e baixos índices de reprodução entre os escravizados. A própria imigração de italianos e outros europeus para Minas Gerais no final do século XIX contribuiu para aumentar o grau de ancestralidade europeia.
Segundo Manta et al. (2013), a composição genética da população de Minas Gerais é 59,2% europeia, 28,9% africana e 11,9% ameríndia. No entanto, há variações na composição de DNA dentro do estado. 
A proporção dos componentes genético europeu, africano e indígena (nessa ordem) para a população da capital mineira, Belo Horizonte, é de 66%, 32% e 2%, enquanto que, em Bambuí, no centro-oeste do estado, a proporção dos componentes é, segundo um estudo genético, de 78,5%, 14,7% e 6,7% e 83,8%, 9,6% e 5,4% segundo outro estudo. Já em Montes Claros, no norte do estado, a ancestralidade é 52% europeia, 39% africana e 9% ameríndia.
Um estudo genético feito em Ouro Preto em 2013 afirma que a composição genética da população ouro-pretense como um todo é 50,3% europeia, 33,3% africana e 16,4% ameríndia, havendo variação no componente europeu, africano e indígena (nessa ordem) de acordo com a etnia: para os brancos, os valores são de 70,4%, 18% e 11,6%; para os morenos claros, 52,1%, 31,4% e 16,4%; para os morenos escuros, 33,6%, 47,6% e 18,8% e para os negros, 16,6%, 67,1% e 16,4%.
A ancestralidade média da população branca de Minas Gerais é 70,8% europeia, 16,1% africana e 13,1% indígena.

## Dados demográficos
Segundo o censo demográfico do IBGE de 2022, a população de Minas Gerais era de 20.539.989 habitantes, dos quais 10.015.709 (48,8%) eram homens e 10.524.280 (51,2%) eram mulheres. A taxa de urbanização do estado era de 88,2%, o que significava que 18.121.894 habitantes do território estadual residiam em zonas urbanas.
Segundo o censo 2010, a população mineira era de 19.597.330 habitantes, dos quais 18.164.853 (92,7%) eram naturais do próprio estado. Os estados onde mais nasceram os não-naturais residentes em Minas Gerais são todos vizinhos: São Paulo (432 mil), Bahia (181 mil), Rio de Janeiro (156 mil), Goiás (102 mil) e Espírito Santo (85 mil).

### Etnias
Segundo o censo 2022, a composição étnica da população de Minas Gerais era a seguinte: 9.605.151 (46,8%) pardos, 8.437.697 (41,1%) brancos, 2.432.877 (11,8%) pretos, 31.885 (0,15%) indígenas e 31.681 (0,15%) amarelos.

### Religião
A forte religiosidade católica dos colonizadores portugueses ainda predomina entre a população mineira, que tem uma das maiores porcentagens de seguidores do catolicismo no Brasil. As religiões evangélicas estão em forte crescimento, ao lado de minorias como ateus e espíritas. Segundo o Censo 2010, pouco mais de 70% da população mineira, em um total de 13.802.790 pessoas, se declaram católicas.

### Idioma

Mapa dos falares de Minas Gerais.

O português falado em Minas Gerais pertence aos dialetos mineiro, caipira e baiano. 

## Diáspora mineira
Desde o fim do século XVIII, passando pelos séculos XIX ao XXI, muitos foram os mineiros que deixaram o território de Minas Gerais e migraram para outras partes do Brasil e também para o exterior.

### São Paulo
Ao longo da primeira metade do século XIX, com o fim do ciclo do ouro, muitos mineiros emigraram para diversas regiões do interior de São Paulo, sobretudo para o nordeste paulista e regiões adjacentes, se estabelecendo como fazendeiros. Dentre os núcleos fundados por migrantes vindos de Minas Gerais nessa época, estão Franca, Batatais, Ribeirão Preto, Barretos, Descalvado, São João da Boa Vista e São Simão.
A migração de mineiros para São Paulo continuou no século XX, inicialmente destinada às fazendas do interior do estado, em regiões como o oeste paulista. Com o desenvolvimento da cidade de São Paulo e região metropolitana, a partir de meados deste século, muitos mineiros também migraram para essa área.
Segundo o censo 2010, do total de habitantes do estado de São Paulo, 1,6 milhão eram naturais de Minas Gerais, o que representava quase 4% da população paulista.

### Rio de Janeiro
Com o fim do ciclo do ouro em Minas Gerais e o início do ciclo do café, no final do século XVIII e ao longo do século XIX, muitos mineiros migraram para o interior do Rio de Janeiro, sobretudo para o Vale do Paraíba, mas também para o norte do estado.  Dentre os núcleos fundados por esses migrantes, estão Bom Jesus do Itabapoana.
A migração de Minas Gerais para o estado do Rio de Janeiro continuou ao longo do século XX. Em 2010, da população fluminense, 480 mil (3%) eram mineiros.

### Espírito Santo
Desde o ciclo do café, no século XIX, o Espírito Santo vem recebendo muitos migrantes mineiros. 
Segundo o censo 2010, da população desse estado, 287 mil (8%) eram naturais de Minas Gerais.

### Goiás
Ao longo do século XIX (com a expansão da agropecuária) e, sobretudo, no século XX (principalmente por causa do desenvolvimento promovido com e após a construção de Brasília), Goiás vem recebendo muitas pessoas vindos de outros estados brasileiros, sendo o estado que mais forneceu migrantes Minas Gerais.
Segundo os dados mais recentes sobre naturalidade da população, do censo de 2010, 5% da população goiana, o que representa um pouco mais de 300 mil pessoas, é composta por mineiros.

### Distrito Federal
A presença de mineiros no Distrito Federal remonta à construção de Brasília, entre 1957 e 1960. Atualmente, da população local, quase 200 mil (em torno de 8%) são naturais de Minas.

### Paraná
A migração de mineiros para o Paraná começou na década de 1860, quando colonos vindos de São Paulo e Minas Gerais iniciaram a ocupação do Norte Pioneiro paranaense.
Em 2010, da população do Paraná, 193 mil eram naturais de Minas.

### Estados Unidos
Segundo os dados do Itamaraty de 2017, cerca de 1 milhão de brasileiros viviam nos Estados Unidos, dos quais 250 mil eram de Minas Gerais.